# Tritone (sommergibile)
Il Tritone è stato un sommergibile della Regia Marina, capoclasse della classe omonima.

## Storia
Andò perduto durante la sua prima missione, il 19 gennaio 1943, quando, al comando del capitano di corvetta Paolo Monechi, tentò l'attacco ad un convoglio nemico. 
Mantenendosi a quota periscopica, cercò di superare la linea delle unità della scorta per poter attaccare i trasporti da vicino, ma fu individuato e bombardato con cariche di profondità, dovendo emergere per evitare di affondare con tutto l'equipaggio. 
Subito dopo l'emersione fu fatto bersaglio del tiro d'artiglieria delle corvette canadesi Antelope e Port Arthur e affondò in breve assieme a 26 uomini (3 ufficiali, 22 fra sottufficiali e marinai ed un operaio civile imbarcato per gli ultimi lavori), mentre i superstiti, 25, furono salvati e catturati dagli inglesi.
Con un'unica missione offensiva e 6 di trasferimento, il Tritone aveva percorso in tutto 1839 miglia in superficie e 54 in immersione.